# شوتشيكو
شوتشيكو (باليابانية: 松竹株式会社، بالروماجي:  Shōchiku) هو استوديو أفلام ياباني وشركة إنتاج لكابوكي، وينتج ويوزع أفلام الأنمي أيضا، تأسس في 1895 ويقع مقره في طوكيو.

## التاريخ
تأسست الشركة في عام 1895 كشركة إنتاج كابوكي، مما يجعلها أقدم شركة في اليابان تشارك في إنتاج الأفلام. على الرغم من أن نيكاكاتسو أقدم استوديو أفلام نقية. أسسها الأخوان تاكيجيرو أوتاني (大谷竹次郎) و
ماتسوجيرو شيراي (白井松次郎)، وكان يطلق عليها «ماتسوتاكي» في عام 1902 تم
تغيره إلى كانجي كلمتي (الخيزران) و (الصنوبر) المشتقة من أسمائهم، التي تعكس الرموز التقليدية الثلاثة للسعادة: الخيزران والصنوبر والبرقوق. ظهرت تسمية شوتشيكو لأول مرة في عام 1920 مع تأسيس شركة إنتاج الأفلام «شوتشيكو كينيما غومي-شا».
نمت شوتشيكو بسرعة في السنوات الأولى، وتوسعت أعمالها إلى العديد من الأساليب المسرحية اليابانية الأخرى، بما في ذلك نو وبونراكو، وأقامت احتكاراً قريبًا بسبب ملكيتها للمسارح، وكذلك فرق الدراما كابوكي وشيمبا 
بدأت الشركة في إنتاج أفلام في عام 1920، بعد قرابة عقد من شركة نيككاتسو. سعت الشركة إلى الابتعاد عن نمط جيدي-غيكي السائد ومحاكاة معايير هوليوود. كان هذا أول استوديو سينمائي يتخلى عن استخدام الممثلات ويأتى بأفكار جديدة، بما في ذلك نظام النجوم ومرحلة الصوت إلى اليابان. بني الاستوديو الرئيسي في كاماتا، بين طوكيو ويوكوهاما، واستأجرت هنري كوتاني، هو ياباني عمل في هوليوود كممثل ومصور لتوجيه أول فيلم لها، (Shima no Onna, 1920) كما استأجرت أيضا المخرج المسرحي البارز كاورو أوساناي لرئاسة الاستوديو، وأنتج الاستوديو فيلم في عام 1921 (Souls on the Road)، وهو من إخراج مينورو موراتا والذي يعتبر أول فيلم تاريخي في التاريخ اليابان.
عملت شوتشيكو أيضا كموزع للأنمي. وشملت العناوين الرئيسية لأفلام كاردكابتور ساكورا، وغوست إن ذا شيل، الخيميائي الفولاذي - الفلم: محتل شامبلا، الخيميائي الفولاذي: نجمة ميلوس المقدسة، سيف الغريب.

## وصلات خارجية
- شوتشيكو على موقع IMDb (الإنجليزية)
- شوتشيكو على موقع الموسوعة البريطانية (الإنجليزية)

الموقع الرسمي